# Клевер александрийский
Кле́вер александри́йский, или Кле́вер еги́петский, или Берсим (лат. Trifolium alexandrinum) — однолетнее травянистое растение, вид рода Клевер (Trifolium) трибы Клеверные (Trifolieae) подсемейства Мотыльковых (Faboideae) семейства Бобовых (Fabaceae).

## Ботаническое описание
Стебли составляют 40—70 см в высоту, практически простёртые или прямые, немного извилистые, полые, с бороздами, основание стеблей голое.
Корень стержневой, хорошо разветвленный, уходящий в почву неглубоко.
Прилистники продолговатой формы, основание немного расширенное, кожистые, с рассеянными волосками, края реснитчатые. Листья отмирают довольно рано, черешок верхних листьев более длинный, чем у низких. Листорасположение почти супротивное. Листья на коротких черешках имеют длину (2) 3—5 см и ширину 1—1,5 см, обе стороны с прижатыми волосками.

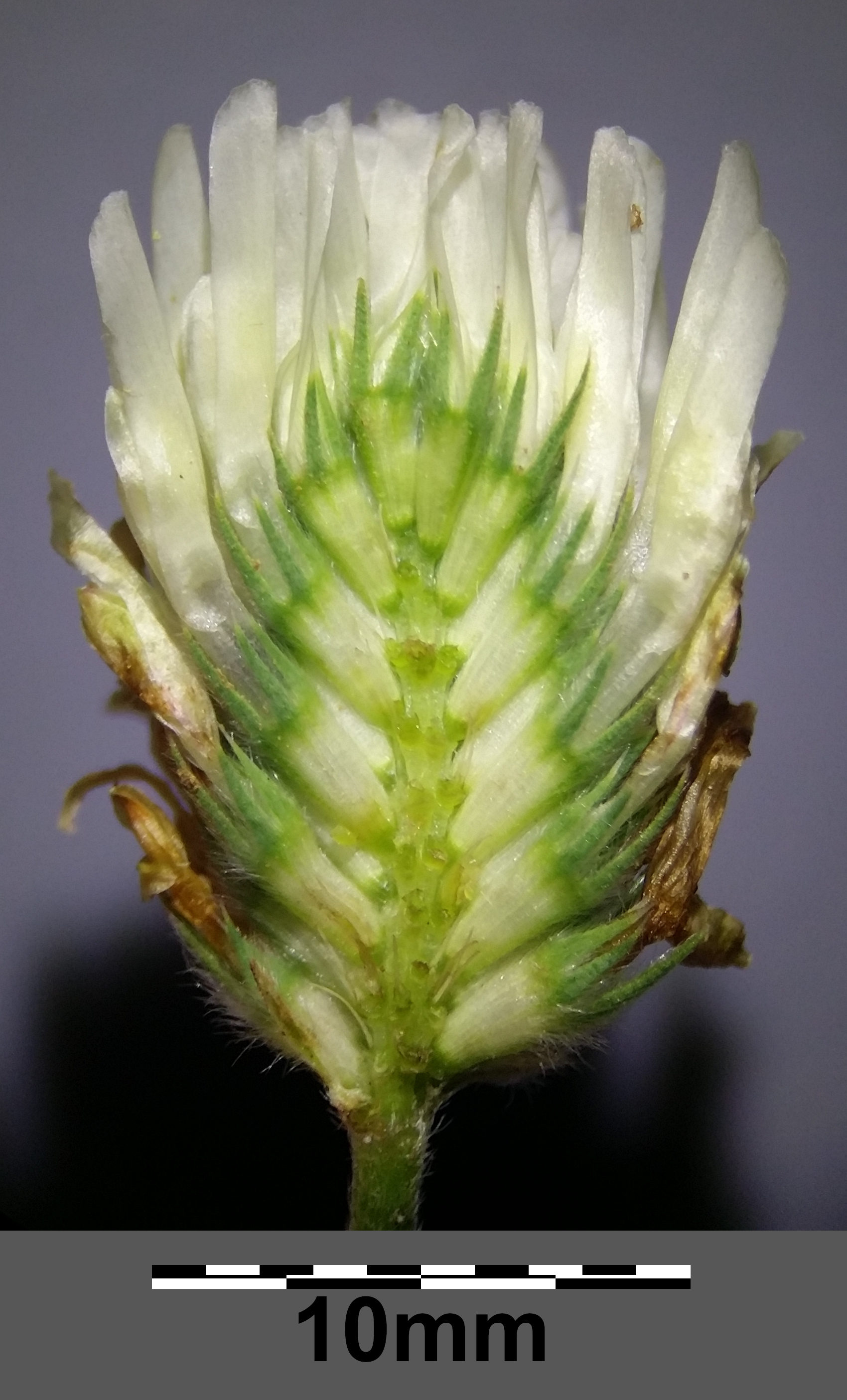
Строение соцветия

Соцветие — ложно конечная головка. Цветоносы при плодах прижато-волосистые, удлиняющиеся, в цветках достигают 3,5 см в длину и 2 см в ширину, продолговато-овальной формы. Чашечка длиной 1 см, обратно-конической формы, снаружи густо опушённая полуприжатыми волосками, с 10 нерезкими жилками. Венчик бледно-жёлтого цвета, по длине значительно превышает чашечку. Тычинок 9—10.
Плод — боб, обратнояйцевидной формы, плёнчатый, в верхней части с кожистой крышкой. Семя одно, бурого цвета. Цветение и плодоношение происходит в первой половине лета.
Вид описан из Египта. Тип в Лондоне.

## Распространение и экология
Распространён в Малой Азии, Египте. Как культурное растение также используется в Алжире и на средиземноморском побережье Европы.
Растение требует избыточного увлажнение почвы. Всходы появляются при 10—12 °С на 10—14 день. Из-за недостатка влаги появление всходов растягивается до 20 дней. При весеннем посеве всходы очень чувствительны к заморозкам и погибают при —1,7 °С. После появления всходов растёт быстро перегоняя люцерну, красный клевер и однолетние бобовые. Болезнями и вредителями поражается слабо.

## Значение и применение
Хорошо поедается всеми видами сельскохозяйственных животных. Зелёная масса в абсолютно сухом состоянии содержит 23,6 % белка, 4,19 % жира, 20,62 % клетчатки, 35,9 % углеводов и 15,67 % золы. Сено получается не грубое, хорошо поедается животными, с малым отходом. 
Используется человеком как кормовое и сидерационное растение. В Египте клевер александрийский используется в севообороте совместно с хлопчатником. На урожайность влияет район возделывания и погодные условия. На юге СССР давал 2—3 укоса, в Египте доходит до 4—5. 

## Классификация
Вид Клевер александрийский входит в род Клевер (Trifolium) трибу Клеверные (Trifolieae) подсемейство Мотыльковые (Faboideae) семейство Бобовые (Fabaceae).
|  |                          |  |                                                           |                                                           |                   |  | ещё 3 семейства (согласно Системе APG II) | ещё 3 семейства (согласно Системе APG II) |                          |  |  |  | ещё 27 триб                | ещё 27 триб |  |  |  |  | ещё около 300 видов | ещё около 300 видов |
|  |                          |  |                                                           |                                                           |                   |  | ещё 3 семейства (согласно Системе APG II) | ещё 3 семейства (согласно Системе APG II) |                          |  |  |  | ещё 27 триб                | ещё 27 триб |  |  |  |  | ещё около 300 видов | ещё около 300 видов |
|  |                          |  |                                                           | порядок Бобовоцветные                                     |                   |  |                                           |                                           | подсемейство Мотыльковые |  |  |  |                            | род Клевер  |  |  |  |  |                     |                     |
|  |                          |  |                                                           | порядок Бобовоцветные                                     |                   |  |                                           |                                           | подсемейство Мотыльковые |  |  |  |                            | род Клевер  |  |  |  |  |                     |                     |
|  | отдел Цветковые растения |  |                                                           |                                                           | семейство Бобовые |  |                                           |                                           | триба Клеверные          |  |  |  | вид Клевер александрийский |             |  |  |  |  |                     |                     |
|  | отдел Цветковые растения |  |                                                           |                                                           |                   |  |                                           |                                           |                          |  |  |  |                            |             |  |  |  |  |                     |                     |
|  |                          |  | ещё 45 порядков покрытосеменных (согласно Системе APG II) | ещё 45 порядков покрытосеменных (согласно Системе APG II) |                   |  |                                           | ещё 2 подсемейства                        | ещё 2 подсемейства       |  |  |  | ещё 5 родов                | ещё 5 родов |  |  |  |  |                     |                     |
|  |                          |  |                                                           | ещё 45 порядков покрытосеменных (согласно Системе APG II) |                   |  |                                           |                                           | ещё 2 подсемейства       |  |  |  |                            | ещё 5 родов |  |  |  |  |                     |                     |